# Кузнецов, Георгий Борисович
Гео́ргий Бори́сович Кузнецо́в  (16 марта 1955  — 18 января 2020) — российский журналист и предприниматель, главный редактор (1995—1998) и автор итоговой концепции еженедельника «Компьютерра». Автор многочисленных статей в научно-популярной прессе, посвящённых современной науке и высоким технологиям.

## Биография
- окончил физико-математическую школу-интернат ФМШ № 45 в Ленинграде (сейчас Академическая гимназия имени Д. К. Фаддеева Санкт-Петербургского государственного университета);
- 1979 — окончил Калининградский технический институт рыбной промышленности и хозяйства по специальности «Инженер-системотехник»[2];
- 1995 — заместитель главного редактора еженедельника «Компьютерра»;
- 1996— июль 1998 — главный редактор журнала «Компьютерра»[3];
- 1999 — зарегистрировал электронный журнал «Компартия» («Иное СМИ»);
- переехал в США.

## Влияние на «Компьютерру»
Дмитрий Мендрелюк:
Перелом случился, когда пришел Гоша Кузнецов. «Другость» «Компьютерры» — его заслуга. У него была внятная концепция междисциплинарного издания, объединяющего технологии, бизнес, естественные науки и философию. Редакции, которые были после Кузнецова, придерживались этой концепции. Тогда уже было понятно, что это работающая идея, которая нашла своего читателя.
Евгений Козловский, преемник Кузнецова на должности главного редактора:
Мы там писали про мир и высокие технологии: как эти компьютеры помогают жить с миром в мире. <…> наверное, это в своё время закрутил великий Кузнецов. <…> И я, конечно, пытался дать своё, но, в общем, это была поддержка того, что было от него. Поддержка, надеюсь, удалась: пять лет я был главным редактором, и пять лет я смотрел, как бы на это смотрел Кузнецов. <…> Козловский — это Кузнецов. Это поддержать Кузнецова, делать не хуже, чем Кузнецов. Это его была идея, его была концепция.
Сергей Голубицкий:
<…> главная фигура в Компьтерре всегда была и оставалась — это Мендрелюк. Безусловно, Козловский на несколько аршинов талантливее и умнее Кузнецова, который, в моем представлении, совершенная бездарность.

## Журналистская деятельность
Георгий Кузнецов является автором нескольких сотен статей, опубликованных в популярных изданиях издательского дома «Компьютерра»: «Компьютерра», «Домашний компьютер», «Инфобизнес». На протяжении трёх лет он являлся главным редактором еженедельника «Компьютерра», преобразовал его из газетного в журнальный формат. До последнего времени жил в США, где являлся основателем и активным участником Интернет-форума «Компартия», где фигурировал под псевдонимом Snarky.

### Публикации
1. Вина Ходорковского. — «Эксперт» (Москва), 21 июля 2008. — Веб-ссылка
2. http://sixprojects.info Последний проект (не оконченный)